# Reichling
Reichling är en kommun och ort i Landkreis Landsberg am Lech i Regierungsbezirk Oberbayern i förbundslandet Bayern i Tyskland.
Kommunen ingår i kommunalförbundet Reichling tillsammans med kommunerna Apfeldorf, Kinsau, Rott, Thaining och Vilgertshofen.